# Csongor Kassai
Csongor Kassai [výsl. čongor kašaj] (* 24. srpna 1972 Kráľovský Chlmec) je slovenský herec maďarské národnosti, člen Radošinského naivného divadla. Často účinkuje i v českých inscenacích a filmech, ve známost zde vešel díky roli ukrývaného žida Davida Wienera ve filmu Jana Hřebejka Musíme si pomáhat; výrazná byla i jeho postava Lucifera ve filmové pohádce Čert ví proč.

## Život
Vystudoval střední průmyslovou školu elektrotechnickou a poté začínal v maďarském divadle Thália v Košicích a po zakončení studí na bratislavské VŠMU roku 1997 se stal kmenovým členem souboru Radošinského naivného divadla. V roce 1995 ho angažovalo Slovenské národní divadlo do hry Sen noci svatojánské a do dětské inscenace Jazmínko v krajine klamárov. O rok později hrál v komedii Ako sa vám páči. V bratislavském divadle Nová scéna účinkoval v inscenaci Kráľ Ján, v muzikálech Kráľ Dávid, Krysař a Klietka bláznov. Účinkuje i v jiných divadlech – v divadle Aréna a v nitranském Divadle Andreja Bagara.
Hrál také v pražských muzikálech: Lucrezia Borgia (César Borgia), Quasimodo (Quasimodo) a Mauglí (Opičí král). Byl také obsazen v projektu M. Horáčka a P. Hapky Kudykam; role: Kudykam (uváděný ve Státní opeře; později také v Národním divadle Brno); v inscenaci Kytice Národního divadla v Praze hraje Vodníka a v inscenaci Naši furianti (tamtéž) hraje žida Marka.
Na Letních shakespearovských slavnostech v roce 2023 se představil v roli ducha Ariela v inscenaci Shakespearovy Bouře.

## Filmografie
- 1999 – Šesť statočných, Luboš
- 2000 – Posledná večera
- 2000 – Musíme si pomáhat, David Wiener
- 2000 – Krajinka, Cypro
- 2000 – Hana a jej bratia, Miloš
- 2001 – Vadí nevadí, Osmijanko
- 2002 – Kruté radosti, Lajoš
- 2003 – Čert ví proč, Lucifer
- 2004 – Konečná stanica, dealer
- 2005 – Sluneční stát, Emil
- 2006 – Muzika
- 2009 – Kudykam, Kudykam
- 2015 – Sedmero krkavců
- 2015 – Wilsonov
- 2016 – Učitelka
- 2018 – O zakletém králi a odvážném Martinovi
- 2019 – Budiž světlo
- 2020 – Krajina ve stínu, Josef Pachl
- 2022 – Láska hory přenáší
- 2024 – Sex O'Clock

## Inscenace v Radošinském naivním divadle
- Desatoro, Miro, Ja – šofér, Pišta, Mama
- Hra o láske, Štefan Cisár, Štefanův otec
- To bol on alebo Pocta Jánovi Melkovičovi, různé postavy
- Generál, Štefan, Paul Gauguin
- Ako sme sa hľadali, Albrecht, Antonio Salieri, Napoleon Bonaparte, Mikoláš Aleš, voják
- Na jeden dotyk, autor
- Návod na použitie, Arpád
- Jááánošííík (po tridsiatich rokoch), Uhorčík, herec
- Súpis dravcov, Uhliarik, Otec ženícha, Chlapík na kare, Prvý kreatívec
- Konečná stanica, dealer
- Tata, konferenciérka
- Povieme to pesničkou alebo Štedrý divadelný večer, různé postavy